# Liste der Monuments historiques in Bougnon
Die Liste der Monuments historiques in Bougnon führt die Monuments historiques in der französischen Gemeinde Bougnon auf.

## Liste der Objekte
| Bezeichnung                | Beschreibung                                                              | Standort                      | Kennzeichnung | Schutzstatus | Datum | Bild |
| -------------------------- | ------------------------------------------------------------------------- | ----------------------------- | ------------- | ------------ | ----- | ---- |
| Hauptaltar                 | Altartisch, Tabernakel und Retabel; Holz, farbig gefasst, 18. Jahrhundert | in der Kirche St-André (Lage) | PM70002079    | Inscrit      | 1974  |      |
| Sechs Altarleuchter        | Kupfer, vergoldet, 18. Jahrhundert                                        | in der Kirche St-André (Lage) | PM70000131    | Classé       | 1967  |      |
| Seitenaltar                | Retabel; Holz und Stuck, 18. Jahrhundert                                  | in der Kirche St-André (Lage) | PM70002003    | Inscrit      | 1994  |      |
| Zwei Skulpturen: Madonna   | Holz, vergoldet, 18. Jahrhundert                                          | in der Kirche St-André (Lage) | PM70002005    | Inscrit      | 1994  |      |
| Skulptur Heiliger Antonius | Holz, 18. Jahrhundert                                                     | in der Kirche St-André (Lage) | PM70002006    | Inscrit      | 1994  |      |
| Kruzifix                   | Bronze, 18. Jahrhundert                                                   | in der Kirche St-André (Lage) | PM70002080    | Inscrit      | 1989  |      |